# 久保みねヒャダこじらせナイト
『久保みねヒャダこじらせナイト』（くぼみねヒャダこじらせナイト）は、フジテレビ他で放送されていたバラエティ番組。

## 概要
2012年12月から不定期で放送されていた『久保ヒャダこじらせナイト』が「みね」（能町みね子）を加えてレギュラー化したもので、クリエーター3人によるトークと、視聴者から寄せられる投稿の2コーナーで構成されている。
2015年6月より、スカパー!、ケーブルテレビ向けの「フジテレビTWOドラマ・アニメ」にて金曜25時 - 26時（土曜1 - 2時）にかけて、過去の放送分をまとめて再放送している。またこれのCS用オリジナルスピンオフとして随時『久保みねヒャダ こじらせミニ』が放送されている。
本番組を開始するきっかけは、久保が2012年5月に『笑っていいとも!』にゲスト出演したことである。当番組のプロデューサーであり、当時『いいとも』の演出も担当していた木月洋介によると、この出演は非常に反響が高く他局も含めたオファーが殺到、フジテレビ内でも久保の良さを生かせる番組が企画された。久保は当時全ての番組オファーを断っていたが、木月自身がニッポン放送でレギュラー出演していた『久保ミツロウ・能町みね子のオールナイトニッポン』のスタジオに足繁く通うなどして承諾にこぎつけたという。また、久保によると本番組の企画には自身の友人であり、「こじらせ女子」の言葉を生んだ雨宮まみも携わっていたことを最終回スペシャルにて明かしている。
スタッフの大半は『いいとも』と共通しており、時折番組内では『いいとも』のコーナーが復活放送されることもあった。2016年3月12日には、『いいとも』が放送されていたスタジオアルタにて「久保みねヒャダこじらせライブin新宿アルタ」が行われ、150人のファンが会場に集まった。スペシャル内容は『いいとも』の人気コーナーだった「テレフォンショッキング」や「そっくりさんコンテスト」に似た企画が行われたほか、エンディングのスタッフロールも『いいとも』末期に準じた青の明朝体フォントが使用された。
トークの内容は時事・芸能ネタや他局の番組に関したものが多く、久保が原案を担当したアニメ『ユーリ!!! on ICE』（テレビ朝日系で放送）については制作決定の時点から各種裏話が披露されたほか、放送期間中には「久保みねヒャダはユーリonICEを応援してます」というテロップも番組内で流れている。2015年4月18日・25日の放送分では関東地方で裏番組となる『ゴッドタン』のプロデューサー・テレビ東京の佐久間宣行がゲスト出演。ゴッドタンが始まるまでの10分間、テレビに関するトークを繰り広げた。
毎年夏には音楽イベント『a-nation』との連動企画で本番組の公開収録が行われており、すき間ソングの製作や完成時にはアーティスト披露などのイベントも行われていた。
2017年9月16日でレギュラー放送最終回を迎え、23日放送の『久保みねヒャダ 地上波グランドフィナーレ 感謝の超特大号』をもって5年間の放送に幕を閉じた。
放送終了後の2017年10月から月一回ペースでトークイベント「久保みねヒャダこじらせライブ」を開催することが決定し、一部パートはフジテレビオンデマンドで配信され、更にその一部を2018年4月より後述の地上波TVレギュラー放送もされている（毎月1回）。
2018年4月29日（4月28日深夜）より、ほぼ月一回ながらもフジバラナイト SAT枠においてレギュラー放送を再開した。放送枠は1時間に拡大されている。まず、昼夜各公演の間に収録したOPトークがOAされ、最初のCM開けからは当該回の有料トークショーライブ「久保みねヒャダこじらせライブ」公演の中から放送可能な部分を抜粋編集したものがOAされる。（未公開部分含めたノーカット版はサブスク形態の「FODプレミアム」に加入すれば視聴出来る。）

## 出演
レギュラー
- 久保ミツロウ（漫画家）
- 能町みね子（自称漫画家、エッセイスト）
- ヒャダイン（音楽プロデューサー）

準レギュラー
- 千葉雄大（俳優）

### ナレーション
- やくしまるえつこ（歌手、音楽プロデューサー）

## 主な企画・コーナー
近況まとめ
久保と能町が自身のTwitterでツイートした内容、またそれにまつわる出来事について語るもので、「オールナイトニッポン」の「Twitterアゲイン」に類似した企画。
すき間ソング
ヒット曲に存在しない、誰も手がけていないテーマの歌を3人で作詞・作曲するもの。当初歌い手はお笑い芸人・タレントが担当していたが、第6弾以降は本業の歌手が担当する機会が多い。
完成した曲はPVも含めYouTube公式チャンネルで視聴可能のほか、一部の曲はカラオケのJOYSOUNDでも配信されている。
ミツ長の野望
番組の放映状況を日本地図で示し、最終的には全国制覇を目指すもの。放映地域は赤、未放送局は青、フジテレビ系列の無い放送局は白で示される。このコーナーでは久保がデザインしたキャラクター「はっちゃん・スマ子・ガラ亀じーさん」の人形が進行を担当する。
脳内BGM
久保がトイレでビデ洗浄する際、B'zの『BE THERE』が流れるというコメントから生まれたコーナー。様々なシチュエーションで流れるBGMを視聴者から募集するコーナー。
ディーン・フジオカ選手権
俳優のディーン・フジオカの名前を並べ替えると「ディーオ婦人科」や「老い風神刑事（デカ）」、「フィジーでオカン」といった暗号のような言葉になるというトークから生まれたもので、有名人の名前を並べ替えたアナグラムを募集するコーナー。後日、久保が『ユーリ!!!on ICE』の主題歌をフジオカが担当することになった際に本コーナーの趣旨を説明し、本人から許しを得たとのこと。
体育への恨みつらみ川柳
学校での体育授業が嫌いだった3人が、同様の経験を持つ視聴者から川柳を募集するコーナー。本コーナーには朝日新聞の記者が出演し、同紙の記事でも取り上げられた。
駅名ソムリエール
鉄道の駅名について、納得行かない駅名を勝手に改称するコーナー。基本的なルールは複数の地名を組み合わせたもの、既存の駅名に東西南北や1丁目などを付け足した駅名を改称する。改称はその場所固有の地名が使われるほか、坂道やお寺などランドマークとなる建物があてがわれることが多い。能町が 「レッツエンジョイ東京」で連載していたコラムのTV版。

## スペシャル
- 2014年1月1日 2:15 - 4:00（JST）に『久保みねヒャダ 明けましてこじらせナイト 寿スペシャル』が放送された。
- 2014年4月4日の23:00 - 23:45（JST）には『久保みねヒャダこじらせナイト 全国のみなさま初めましてスペシャル』がフジテレビ系列全国26局ネット（テレビ大分・テレビ宮崎は除く）で放送された。
- 2015年1月1日 2:00 - 3:30（JST）に『久保みねヒャダ 明けましてこじらせナイト 寿スペシャル2015』が放送された。
- 2016年4月3日 1:45 - 2:45（JST）には『久保みねヒャダこじらせナイト さよならアルタSP』が放送された[2][注 1]。
- 2017年1月1日 3:30 - 5:30（JST）には『久保みねヒャダ明けましてこじらせナイト寿スペシャル』が放送された。
- 2018年1月1日 2:15 - 4:00（JST）には『久保みねヒャダ明けましてこじらせナイト寿スペシャル』がフジテレビ系列全国21局ネット（福島テレビ・関西テレビ・テレビ西日本・テレビ長崎・テレビ大分・鹿児島テレビ・沖縄テレビは除く）で放送された。
- 2019年1月1日 2:45 - 4:00 (JST) には『久保みねヒャダ明けましてこじらせナイト寿SP』が放送された。
- 2020年1月1日 2:45 - 5:00（JST）には『久保みねヒャダ明けましてこじらせナイト寿スペシャル<HAPPY NEW YEAR バラエティ祭り2020>』が放送された。これ以降は『ネタパレ元日SP』とともに約5時間にわたる「HAPPY NEW YEAR バラエティ祭り」を構成する。
- 2021年1月1日 3:45 - 5:00（JST）には『久保みねヒャダ明けましてこじらせナイト寿スペシャル』が放送された。
- 2022年1月1日 3:15 - 5:00（JST）には『久保みねヒャダ明けましてこじらせナイト寿SP<HAPPY NEW YEAR バラエティ祭り2022>』が放送された。
- 2023年1月1日 3:15 - 5:00（JST）には『久保みねヒャダ明けましてこじらせナイト寿SP<HAPPY NEW YEAR バラエティ祭り2023>』が放送された。
- 2024年1月1日 3:30 - 5:00（JST）には『久保みねヒャダ明けましてこじらせナイト寿SP<HAPPY NEW YEAR バラエティ祭り>』
- 2025年1月1日 3:00 - 5:00（JST）には『久保みねヒャダ明けましてこじらせナイト寿SP<HAPPY NEW YEAR バラエティ祭り2025>』

## ネット局
| 放送対象地域 | 放送局                    | 放送期間                       | 放送日時           | 遅れ       |
| ------------ | ------------------------- | ------------------------------ | ------------------ | ---------- |
| 関東広域圏   | フジテレビ（CX）          | 2013年10月19日 - 2017年9月23日 | 土曜 25:45 - 26:05 | 制作局     |
| 山形県       | さくらんぼテレビ（SAY）   | 2014年2月12日 -                | 土曜 25:45 - 26:05 | 同時ネット |
| 宮城県       | 仙台放送（OX）            | 2014年10月18日 -               | 土曜 25:45 - 26:05 | 同時ネット |
| 長野県       | 長野放送（NBS）           | 2015年4月18日 -                | 土曜 25:45 - 26:05 | 同時ネット |
| 岩手県       | 岩手めんこいテレビ（MIT） | 2015年6月6日 -                 | 土曜 25:45 - 26:05 | 同時ネット |
| 北海道       | 北海道文化放送（UHB）     | 2013年10月26日 -               | 土曜 25:50 - 26:10 | 42日遅れ   |
| 中京広域圏   | 東海テレビ（THK）         | 2013年10月26日 -               | 火曜 25:30 - 25:50 | 不明       |
| 富山県       | 富山テレビ（BBT）         | 2014年9月29日 -                | 月曜 25:45 - 26:10 | 29日遅れ   |
| 静岡県       | テレビ静岡（SUT）         | 2014年10月14日 -               | 火曜 24:55 - 25:15 | 31日遅れ   |
| 広島県       | テレビ新広島（TSS）       | 2014年4月11日 -                | 金曜 26:20 - 26:40 | 76日遅れ   |
| 愛媛県       | テレビ愛媛（EBC）         | 2014年4月4日 -                 | 日曜 25:45 - 26:05 | 34日遅れ   |
| 鹿児島県     | 鹿児島テレビ（KTS）       | 2015年2月20日 -                | 水曜 25:30 - 25:50 | 19日遅れ   |
| 長崎県       | テレビ長崎（KTN）         | 不明                           | 月曜25:40 - 26:00  | 不明       |

### 過去のネット局
| 放送対象地域 | 放送局                | 放送期間                      | 放送日時           | 遅れ     |
| ------------ | --------------------- | ----------------------------- | ------------------ | -------- |
| 福島県       | 福島テレビ（FTV）     | 2014年4月19日 - 2016年3月     | 同時ネット         |          |
| 熊本県       | テレビくまもと（TKU） | 2014年10月11日 - 2015年4月4日 | 土曜 25:35 - 25:55 | 35日遅れ |
| 秋田県       | 秋田テレビ（AKT）     | 2014年10月6日 - 2016年9月26日 | 月曜 24:25 - 24:50 | 9日遅れ  |
| 新潟県       | 新潟総合テレビ（NST） | 2014年4月14日 - 2017年3月26日 | 日曜 25:30 - 25:50 | 8日遅れ  |

なお前述のお正月スペシャルは、通常版を放送していないフジテレビ系列局（関西テレビ、岡山放送、テレビ西日本、サガテレビ、テレビ大分、沖縄テレビを除く）でも単発扱いで臨時に同時ネットされた。
また、『久保ヒャダこじらせナイト』は2012年12月1日、2013年4月4日・6月1日に放送された。

## スタッフ

### レギュラー期（第1期）
- 構成：山内正之、大井達朗、今村クニト、今関ちなつ、飯田延孝
- ブレーン：樋口卓治、上川健史（上川→途中から）
- TD→TP：高瀬義美
- TD：中村和正
- SW：小林光行、諏訪多順、小出豊
- CAM：秋山勇人、遠藤俊洋、加藤渉、斉藤幸雄、泉亜紀子、澤井周、瓜生宗資、上田軌行
- VE：嶋田義子、山下義子、磯野邦男、須賀勝、土井理沙、山下将平
- VTR：広瀬日出夫
- AUD：松原瑞貴、酒井一、栗原博一
- 照明：八木原伸治、関口肇、大科麻紀子
- 美術プロデュース：古川重人
- 美術進行：西村貴則
- デザイン監修：鈴木賢太
- デザイン：安部彩
- 大道具製作：浅見大
- 大道具：中本晃幸
- アクリル装飾：松本健
- 電飾：鈴木健也
- 装飾：百瀬貴弥
- 視覚効果：川上勝大
- 植木装飾：後藤健
- アイアン：青木紀和
- 持道具：市橋理恵
- 衣装：金城史子
- メイク：山田かつら
- CGプロデュース：久保田幸
- CGデザイン：木本禎子
- 装飾タイトル：竹内理恵
- 編集：吉川豪、水元綾子
- MA：山岸慎一郎、松山千紘
- 音響効果：松長芳樹
- 技術協力：ニューテレス、fmt、IMAGICA、デジタルサーカス
- 協力：フジパシフィック音楽出版、弘中淳子
- 人形操作：スタジオノーヴァ
- Thanks：福原伸治、守屋カズヒロ、藤原昭彦
- 編成：渡辺恒也
- 広報：平井隆
- デスク：小林琴美、宮崎由佳
- TK：海老澤廉子
- オンデマンド：上島和也、中垣佐知子
- ライツ：則松慧
- コンテンツデザイン：近藤壮（近藤→途中から）
- FD：原田愛花
- 制作プロデューサー：山下直美、黒柳法子（黒柳→以前は制作進行→AP）
- ディレクター：渡辺資、常盤俊郎、忍穂井綾
- 演出：岡本舞（岡本→以前はFD→ディレクター→チーフディレクター）
- 演出・プロデューサー：木月洋介
- チーフプロデューサー：黒木彰一
- 制作：フジテレビ編成局制作センター第二制作室（旧バラエティ制作センター→制作局第二制作センター）
- 制作著作：フジテレビ

#### 過去のスタッフ
- 美術プロデュース：井上明裕
- 電飾：森智
- 装飾：山下正美
- 衣装：東京衣裳、古川富美子
- 技術協力：スタジオアルタ、日放、共立
- 編成：加藤達也
- 広報：瀧澤航一郎
- オンデマンド：高木由佳
- FD：内田義之、松尾亮勲、大家璃子
- ディレクター：四方田翔平（以前はFD）
- 制作協力：MTG

### 復活特番→レギュラー期（第2期）
- 構成：山内正之、大井達朗、飯田延孝
- ブレーン：上川健史
- TM：高瀬義美（以前はTP）
- SW：小出豊（以前はCAM）【週替り】
- SW/CAM：渡邊健太郎【週替り】
- CAM：二井内博紀【週替り】
- TP︰松本英士（2023年12月-）
- VE：土井理沙
- AUD：松原瑞貴
- PA：本田一智
- 照明：八木原伸治、三觜繁
- マルチ：大高貢
- 美術プロデュース：古川重人
- アートコーディネーター：椛田学
- デザイン：安部彩
- 大道具製作：大川原祐也
- 大道具：中本晃幸
- アクリル装飾：日野直治、藤浪竜之介
- 電飾：鈴木健也
- 装飾：百瀬貴弥
- 視覚効果：川上勝大
- CGプロデュース：久保田幸
- CGデザイン：木本禎子
- メイク：平井真由美
- 衣装：濱中麻衣子
- 編集：吉川豪、水元綾子
- MA：小林由愛子
- 音響効果：松長芳樹
- 技術協力：ニユーテレス、JAPAN MEDIA CREATE、東京オフラインセンター、サンフォニックス、factory、fmt
- thanks：福原伸治、守屋カズヒロ
- 広報：渡邉杏子（2025年4月12日-）
- デスク：古賀美由紀
- TK：水越理恵
- HP制作：上島和也、佐藤愛
- オンデマンド：中垣佐知子
- イベント運営：高木直人、嵩原安朗、中村龍彦（中村→以前も担当）
- ライツ：浜野貴敏（2023年9月-、以前は2019年8月16日-2020年9月まで制作統括→一時離脱）、行武直高、出樋昌稔、小林瑞季、三阪雅子（出樋→以前も担当）
- IPプロデュース︰下川猛（以前はライツ）
- 制作進行︰秋山務（2023年9月-）
- FD︰近藤棒香（2024年7月13日-）
- 監修：黒木彰一（2023年10月21日-、以前はチーフプロデューサー→2019年8月16日-2023年9月までゼネラルプロデューサー）
- ディレクター：忍穂井綾、原田愛花
- 演出：岡本舞（MTG）
- プロデューサー：貞本有紀（ザ・スピングラス、2023年10月21日-、以前は制作プロデューサー）、渡辺資（クラフト、2025年7月12日-、以前はプロデューサー→2023年10月21日-2025年6月28日までチーフプロデューサー）
- 企画演出・チーフプロデューサー：木月洋介（2025年7月12日-、以前は演出・プロデューサー→2019年8月16日-2023年9月まで演出・チーフプロデューサー→2023年10月21日-2025年6月28日まで企画）
- 制作協力：クラフト（2023年10月21日-）
- 制作：フジテレビ編成総局バラエティ制作局バラエティ制作センター（旧編成局制作センター第二制作室→編成制作局制作センター第二制作室）
- 制作著作：フジテレビ

#### 過去のスタッフ（復活特番）
- CAM：遠藤俊洋
- アートコーディネーター：西村貴則
- デスク：宮崎由佳
- イベント運営：田口千尋
- ライツ：本間学

#### 過去のスタッフ（第2期）
- AUD︰髙橋幸則
- デザイン：武田紗代子
- デザイン監修：鈴木賢太
- 大道具製作：浅見大
- アクリル装飾：松本健
- 装飾タイトル：竹内理恵
- MA：山岸慎一郎
- 協力：フジパシフィックミュージック、弘中淳子
- 人形操作：スタジオノーヴァ
- 編成：村上正成、枝松聡樹（枝松→2019年8月16日-）、鈴木康平（鈴木→2023年8月-）
- 広報：鈴木文太郎、藏内彩季子、友田綾乃、竹田恵理子（友田→2023年9月-2024年8月、竹田→2024年9月-2025年3月）
- TK：海老澤廉子、山口奈保美
- HP制作：藤本昌、関泉
- オンデマンド：中山晃揮、枝元深佳
- イベント運営：山崎悦代、世良洋一、針生麻記子、向井順一、井上理恵、浅野愛恵
- ライツ：近藤壮、保坂美帆、山崎恵、白石奈々美、板谷恒一、永木莉英子、石井浩二、種田義彦、島谷真理、大熊ちひろ、内ヶ崎秀行、鈴木麻衣子、上原知佳
- FD︰田中ゆいな（2023年10月21日-2024年6月）
- ディレクター：大家璃子、大貫隼斗
- AP：林夏姫
- プロデューサー：黒柳法子